# Santo Afonso
Santo Afonso is een gemeente in de Braziliaanse deelstaat Mato Grosso. De gemeente telt 2.944 inwoners (schatting 2009).